# Agapornithinae
Agapornithinae — підродина папугоподібних птахів родини Psittaculidae. Включає 25 видів у трьох родах. Представники підродини поширені в Африці та Азії.

## Види
- Нерозлучник (Agapornis)
  - Нерозлучник ліберійський (Agapornis swindernianus)
  - Нерозлучник червоноголовий (Agapornis lilianae)
  - Нерозлучник масковий (Agapornis personatus)
  - Нерозлучник гвінейський (Agapornis pullarius)
  - Нерозлучник рожевощокий (Agapornis roseicollis)
  - Нерозлучник сизий (Agapornis canus)
  - Нерозлучник Фішера (Agapornis fischeri)
  - Нерозлучник чорнокрилий (Agapornis taranta)
  - Нерозлучник чорнощокий (Agapornis nigrigenis)
  - † Agapornis longipes
- Філіпінський папуга (Bolbopsittacus)
  - Папуга філіпінський (Bolbopsittacus lunulatus)
- Кориліс (Loriculus)[2]
  - Кориліс молуцький (Loriculus amabilis)
  - Кориліс золотолобий (Loriculus aurantiifrons)
  - Кориліс цейлонський (Loriculus beryllinus)
  - Кориліс сангезький (Loriculus catamene)
  - Кориліс камігвінський (Loriculus camiguinensis)[3]
  - Кориліс сулавеський (Loriculus exilis)
  - Кориліс флореський (Loriculus flosculus)
  - Серендак (Loriculus galgulus)
  - Кориліс філіппінський (Loriculus philippensis)
  - Кориліс жовтогорлий (Loriculus pusillus)
  - Кориліс сулуйський (Loriculus sclateri)[4]
  - Кориліс діадемовий (Loriculus stigmatus)
  - Кориліс бісмарцький (Loriculus tener)[4]
  - Кориліс індійський (Loriculus vernalis)